# Wygłodek biedronkowaty

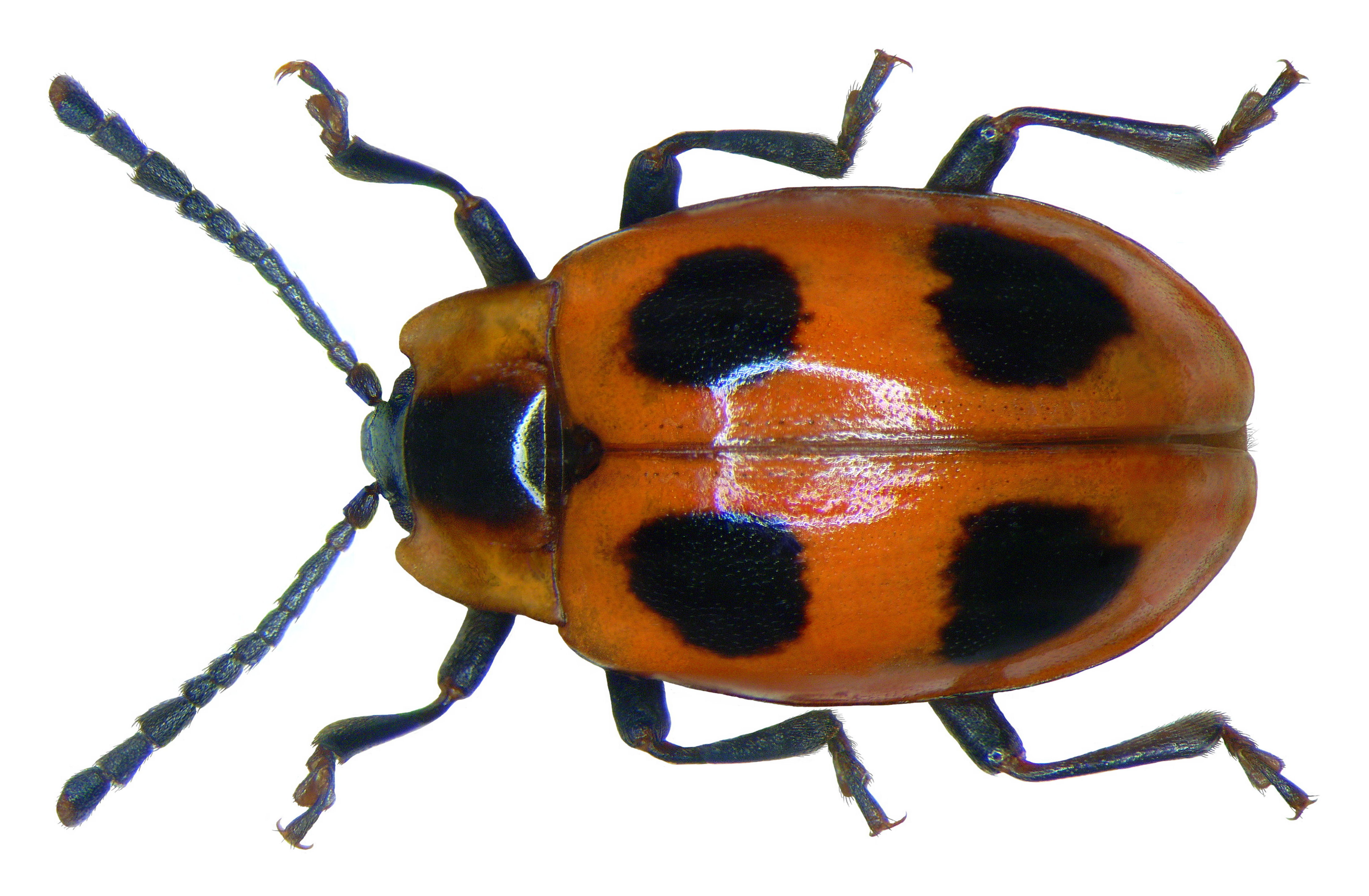
Imago

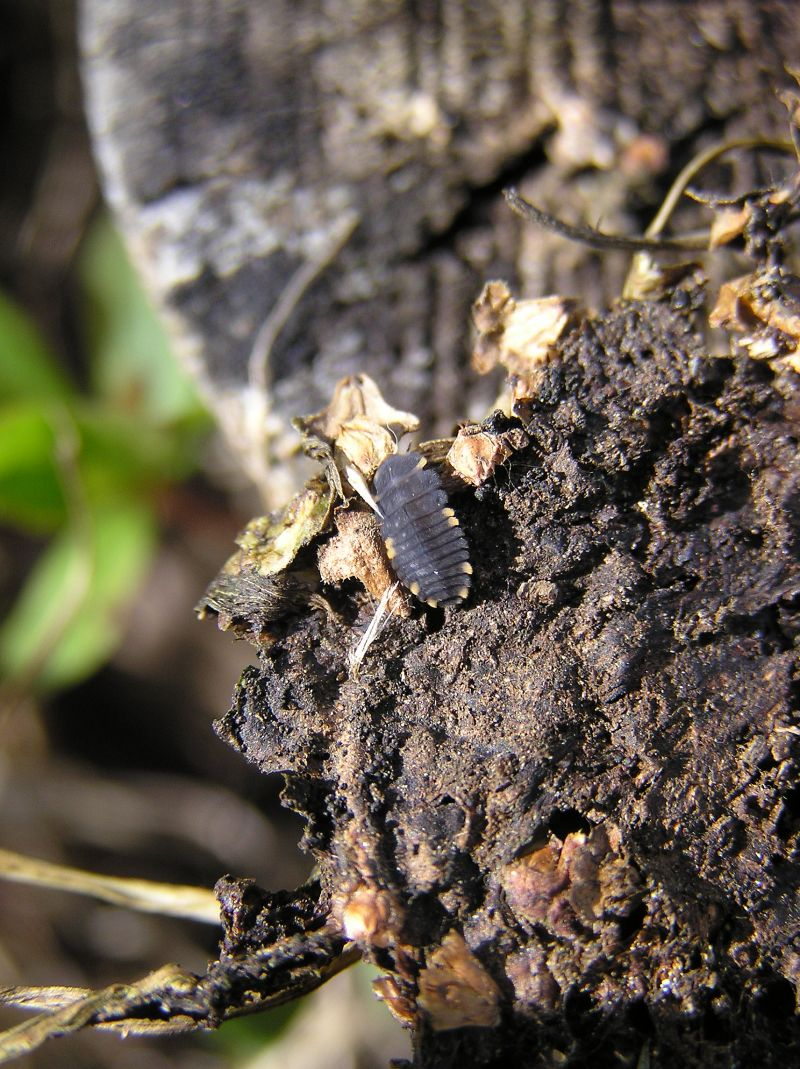
Larwa

Wygłodek biedronkowaty (Endomychus coccineus) – gatunek chrząszcza z rodziny wygłodkowatych.

## Wygląd
Imago o charakterystycznym ubarwieniu przypominającym biedronkowate, osiąga rozmiar do ok. 5–6 mm. Ciało jajowate o wyraźnym połysku. Pokrywy skrzydłowe w kolorze czerwono-pomarańczowym z czterema czarnymi plamami. Na przedplecze w kolorze pokryw z szerokim czarnym pasem na środku. Głowa, perełkowate czułki i nogi czarne. Spotykano odmiany barwne z czerwoną głową oraz bez czarnych plam na pokrywach. Imago posiada błoniaste skrzydła o układzie żyłkowania podobnym do spotykanego u biedronkowatych.

## Występowanie
Gatunek związany z dojrzałymi drzewami zaatakowanymi przez grzyby. Występuje w dobrze wykształconych lasach liściastych oraz zadrzewieniach  (m.in w parkach, alejach przydrożnych) na terenie całego kraju. Spotykany przez większą część roku.

## Pokarm
Odżywia się grzybami nadrzewnymi. Imago również może spijać sok z ran drzew.